# Millardia gleadowi
Millardia gleadowi är en däggdjursart som först beskrevs av Murray 1886.  Millardia gleadowi ingår i släktet indiska mjukpälsråttor och familjen råttdjur. IUCN kategoriserar arten globalt som livskraftig. Inga underarter finns listade i Catalogue of Life.
Arten blir 7,7 till 9,7 cm lång (huvud och bål) och har en 6,7 till 9,3 cm lång svans. Bakfötterna är 1,8 till 2,0 cm långa och öronen är 1,8 till 2,1 cm stora. Viktuppgifter saknas. Den mjuka pälsen har på ovansidan en sandbrun färg och på undersidan förekommer vit päls. Vid svansen är undersidan bara lite ljusare än ovansidan. Antalet spenar hos honor är tre par. Millardia gleadowi har en diploid kromosomuppsättning med 40 kromosomer (2n=40).
Denna gnagare förekommer främst i östra Pakistan och nordvästra Indien. Två mindre populationer finns i centrala Pakistan. Arten lever i öknar och halvöknar med glest fördelade törniga buskar. Marken kan vara sandig eller klippig.
Millardia gleadowi gräver sina underjordiska bon intill buskar eller suckulenter. Boet består av en tunnel och ett rum som ligger 45 till 61 cm under markytan. Kammaren fodras med gräs. Individerna är nattaktiva och de går främst på marken. Denna gnagare äter främst frön samt några örter. I delstaten Rajasthan i Indien sker fortplantningen mellan augusti och oktober. Per kull föds 2 eller 3 ungar.